# Solandreae
Solandreae es una tribu de plantas perteneciente a la subfamilia Solanoideae en la familia Solanaceae. 

## Géneros
Subtribu Juanulloinae: comprende 10 géneros de árboles y arbustos epifíticos con distribución neotropical. Algunos de estos géneros (Dyssochroma, Merinthopodium y Trianaea) muestran una clara dependencia de varias especies de murciélagos tanto para la polinización como para la dispersión de las semillas.
- Dyssochroma Miers (1849), con 2 especies del sur de Brasil.
- Ectozoma Miers (1849)
- Hawkesiophyton Hunz. (1977)
- Juanulloa Ruiz et Pav. (1794), con 11 especies de América del Sur y Central.
- Markea Rich.(1792) género que abarca 9 especies de América del Sur y América Central.
- Merinthopodium J. Donn. Sm. (1897) incluye 3 especies oriundas de Sudamérica.
- Rahowardiana D' Arcy (1973)
- Schultesianthus Hunz. (1977), género que incluye 8 especies neotropicales.
- Trianaea Planch. et Linden (1853) con 6 especies sudamericanas.

Subtribu Solandrinae es una subtribu monotípica que difiere de Juanulloinae en sus embriones con cotiledones incumbentes y su ovario semi-ínfero.
- Solandra Sw. (1787), incluye 10 especies de regiones neotropicales de América.